# Bella Vista (Cochabamba)
Bella Vista war eine eigenständige Ortschaft im Departamento Cochabamba im südamerikanischen Andenstaat Bolivien. Mit Wirkung der Volkszählung von November 2012 ist Bella Vista nicht mehr als eigenständige Ortschaft notiert, sondern ist jetzt Ortsteil der Stadt El Paso.

## Lage im Nahraum
Bella Vista war eine eigenständige Ortschaft im Municipio Quillacollo in der gleichnamigen Provinz Quillacollo. Bella Vista liegt auf einer Höhe von 2732 m am westlichen Ufer des Río Chocaya, der von den Hängen der Kordillere von Cochabamba in den Talkessel von Cochabamba fließt.

## Geographie
Bella Vista liegt im Übergangsbereich zwischen der Anden-Gebirgskette der Cordillera Central und dem bolivianischen Tiefland.
Die mittlere Durchschnittstemperatur der Region liegt bei etwa 18 °C (siehe Klimadiagramm Cochabamba) und schwankt nur unwesentlich zwischen 14 °C im Juni/Juli und 20 °C im Oktober/November. Der Jahresniederschlag beträgt nur rund 450 mm, bei einer ausgeprägten Trockenzeit von Mai bis September mit Monatsniederschlägen unter 10 mm und einer Feuchtezeit von Dezember bis Februar mit 90 bis 120 mm Monatsniederschlag.

## Verkehrsnetz
Bella Vista liegt in einer Entfernung von 21 Kilometern westlich von Cochabamba, der Hauptstadt des Departamentos, und acht Kilometer nördlich von Quillacollo, dem Verwaltungssitz der Provinz.
Durch Cochabamba und Quillacollo führt die 1657 Kilometer lange Nationalstraße Ruta 4, die ganz im Westen an der chilenischen Grenze bei Tambo Quemado beginnt. Sie führt quer durch das ganze Land über Quillacollo, Cochabamba und Villa Tunari nach Santa Cruz und endet im südöstlichen Teil des Landes an der Grenze zu Brasilien bei der Stadt Puerto Quijarro. In Quillacollo zweigt die Ruta 25 nach Norden Richtung Morochata ab und erreicht Bella Vista nach acht Kilometern.

## Bevölkerung
Die Ortschaft wies bei der Volkszählung von 2001 eine Einwohnerzahl von 1274 Einwohnern auf:
| Jahr | Einwohner         | Quelle       |
| ---- | ----------------- | ------------ |
| 1992 | keine Detaildaten | Volkszählung |
| 2001 | 1274              | Volkszählung |

Die Region weist einen hohen Anteil an Quechua-Bevölkerung auf. Im Municipio Quillacollo sprechen – trotz der großstädtischen Überformung – immer noch 55,8 Prozent der Bevölkerung Quechua.